# Zanthoxylum fauriei
Zanthoxylum fauriei är en vinruteväxtart som först beskrevs av Takenoshin Nakai, och fick sitt nu gällande namn av Jisaburo Ohwi. Zanthoxylum fauriei ingår i släktet Zanthoxylum och familjen vinruteväxter. Inga underarter finns listade i Catalogue of Life.